# Lettere agli uomini del Papa Celestino VI
Lettere agli uomini del Papa Celestino VI (scritto anche Lettere agli uomini del Papa Celestino sesto) è un romanzo del 1946 di Giovanni Papini.
È un romanzo scritto in forma epistolare che descrive il messaggio di un immaginario pontefice a tutti gli uomini, in cui si afferma che la rinascita spirituale e sociale dell'umanità non può che venire dal cristianesimo.
Il libro venne tradotto in numerose lingue.

## Edizioni
- Coelestinus VI (Giovanni Papini), Lettere agli uomini del papa Celestino sesto per la prima volta tradotte e pubblicate, Vallecchi, Firenze 1946